# Goniastrea edwardsi
Goniastrea edwardsi är en korallart som beskrevs av Auguste Jean Baptiste Chevalier 1971. Goniastrea edwardsi ingår i släktet Goniastrea och familjen Faviidae. IUCN kategoriserar arten globalt som livskraftig. Inga underarter finns listade i Catalogue of Life.